# خاندان ساتاکه
خاندان ساتاکه (به ژاپنی: 佐竹氏 Satake-shi) یکی از خاندان های سامورایی ژاپنی بود.